# Flughafen Dubai-World Central

i7
i11
i13
Der Flughafen Dubai-World Central (arabisch مطار دبي ورلد سنترال, englisch Dubai World Central Airport), auch Flughafen Dubai-Al Maktum (arabisch مطار آل مكتوم الدولي, englisch Al Maktoum International Airport, IATA-Code: DWC, ICAO-Code: OMDW), ist ein Flughafen im Stadtteil Jebel Ali Village von Dschabal Ali in der Wüstenstadt Dubai in den Vereinigten Arabischen Emiraten, der seit Juni 2010 für Frachtflüge und seit Oktober 2013 für Passagierflüge geöffnet ist.
Nach seinem Endausbau soll DWC der kapazitätsmäßig größte Flughafen der Welt sein. Am 23. Februar 2011 hat er die offizielle Zulassung als Flughafen auch für die allgemeine Luftfahrt erhalten.
Er liegt etwa 45 Kilometer südwestlich des bisherigen Flughafens Dubai. Im Jahr 2015 wurden insgesamt 463.236 Passagiere abgefertigt.
Emirates plant, den Flughafen als ihr einziges Drehkreuz zu nutzen, sobald die erste Erweiterung abgeschlossen ist. Der Flughafen soll dann den bisherigen Flughafen Dubai ersetzen.

## Geschichte
Der Flughafen soll modular ausgebaut werden. Die erste Start- und Landebahn wurde im November 2007 nach 600 Tagen fertiggestellt. Im Frühjahr 2009 war der 91 Meter hohe Kontrollturm mit Basisräumen fertiggestellt. Eine Besonderheit dieses Turms ist eine Station zur Beobachtung von Meteoren.
Zur ersten Ausbaustufe, genannt „Phase 1“, gehören ein Frachtterminal, das Passagierterminal sowie die für den Airbus A380 taugliche Start- und Landebahn. Insgesamt sind 64 Abstellplätze für Flugzeuge vorhanden.
Das Frachtterminal wurde im Juni 2010 eröffnet und der Luftfrachtverkehr aufgenommen. Der Passagierflugbetrieb findet seit Oktober 2013 statt.

## Nutzung
Enttäuschend für den Flughafenbetreiber war die große Zurückhaltung der Fluggesellschaften, was die Inanspruchnahme des DWC angeht. Selbst die staatliche Emirates plante anfangs nicht, ihren Passagierverkehr mit kleineren Maschinen dorthin zu verlagern. Hier wurde erst das Jahr 2020 anvisiert. So bleibt DWC vorerst ein Schwerpunkt für Fracht-, Großraum- und Billigflüge. Aufgrund der schwierigen Finanzlage stockt auch die Einwerbung von Investoren für die begleitenden städtebaulichen Ergänzungen des DWC. Die Emiratsführung hält jedoch an den Ausbauplänen gemäß dem Masterplan fest. Sie ist überzeugt, in den sich abzeichnenden weltwirtschaftlichen Aufschwung hinein genau die richtigen Kapazitäten anzubieten.
Im aktuellen Ausbauzustand findet eine regelmäßige oder gelegentliche Nutzung unter anderem durch folgende Fluglinien statt: Kalitta Air, Air Atlanta Icelandic, Cargolux, Martinair, Rus Aviation und Etihad Airways (für Trainingsflüge). Ab Ende Oktober 2024 finden auch Flüge mit Eurowings zuerst aus Stuttgart und später zusätzlich aus Köln statt.
Die Fluglinien Cathay Pacific, Qatar Airways, Ethiopian Airlines, Cargolux und zuletzt Emirates Cargo im Mai 2014 haben inzwischen ihre Frachterflüge vollständig nach DWC verlegt.

## Dubai Air Show
Seit 2013 findet auf dem DWC die Luftfahrtmesse Dubai Air Show statt. Sie wird im Zwei-Jahres-Rhythmus veranstaltet und wurde zuvor am Flughafen DXB ausgerichtet.

## Dubai-World-Central-Masterplan

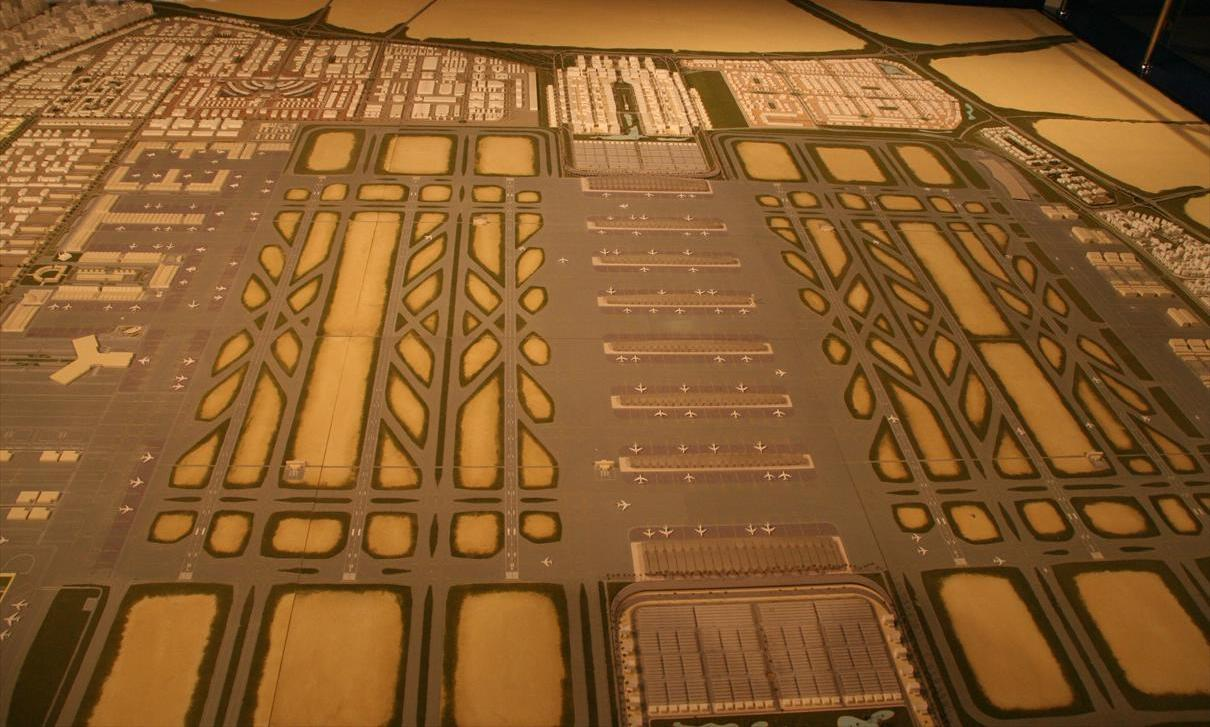
Modell des Flughafens mit noch 6 Startbahnen, Stand 2006

Das Gesamtprojekt „Dubai World Central“ soll eine Gesamtfläche von 140 Quadratkilometern Wüstengelände südlich der Dschabal-Ali-Freihandelszone bedecken. Es umfasst neben dem eigentlichen innenliegenden Flughafen DWC auch satellitenartige Einrichtungen für Logistik (Dubai Logistics City, 25 Quadratkilometer), Luftfahrtforschung und -entwicklung, Luftfahrtindustrie, Luftfahrtservice- und Wartungsfirmen (Aviation City, rund 12 Quadratkilometer), dazu mehrere Quartiere Wohnen (Residential City und Golf City) sowie eine gemischte Commercial City (mit bis zu 800 möglichen Hochhäusern).
Auf dem Gelände befinden sich als separate Projekte auch die International Humanitarian City (IHC) und das neue Messegelände von Dubai, die „Dubai Exhibition World“. Über den IHC wird die Hälfte aller Hilfsgüter weltweit in die Krisengebiete verschickt. Die meisten Hilfsgüter gehen in den Nahen Osten. Das Lager hat eine Kapazität von über 60.000 Quadratmetern. Dort werden die Rettungskits zusammengestellt und aus Lieferungen vorzüglich chinesischer, indischer und pakistanischer Hersteller kommissioniert und gelagert. Darüber hinaus befindet sich in einer weiteren Halle eine Autowerkstatt, in der Geländewagen der UNO modifiziert und repariert werden.
Der Flughafenstandort ist als Arbeits- und Wohnstätte für über 800.000 Menschen projektiert.
Die Dubai Logistics City wirbt mit der Integration von Flughafen, Seehafen und allgemeinen Produktions- und Logistikflächen innerhalb einer Freihandelszone. Der Umschlag von Waren vom etwa 10 km entfernten Hafen Dschabal Ali kommend in den DWC-Luftfrachtbereich soll nur vier Stunden dauern. So können größere Mengen hochwertiger Güter im kombinierten See-Luft-Verkehr beispielsweise von Asien nach Europa/Nordamerika in konkurrenzlos kurzer Zeit zu optimalen Kosten ihr Ziel erreichen.

## Ausblick
Je nach Entwicklung des Verkehrsaufkommens können in der „Phase 2“ vier weitere Start- und Landebahnen und 15 weitere Frachtterminals gebaut werden, die dazu notwendige Tiefbauinfrastruktur wird bereits vorgehalten. Der im Zentrum vorgesehene Hauptteil des Passagierflughafens mit den so genannten Midfield-Terminals befindet sich derzeit in der Design-Planung – dieser Kernteil des Flughafens sollte nicht vor dem Jahr 2018  begonnen werden. Insgesamt soll der Zentralflughafen über fünf (statt der ursprünglich im Masterplan vorgesehenen sechs) jeweils 4500 m lange Start- und Landebahnen verfügen, die mindestens 800 m voneinander entfernt liegen, das heißt ohne Beeinträchtigung durch Wirbelschleppen parallel und gleichzeitig benutzt werden können.
Nach endgültiger Fertigstellung (nach 2025) soll der Flughafen jährlich 160 Millionen Passagiere abfertigen sowie rund 12 Millionen Tonnen Luftfracht umschlagen können, das heißt fast das sechsfache Frachtaufkommen von 2007 des Flughafens Frankfurt. Erreichen will man das weit über den regionalen Bedarf hinausgehende Passagieraufkommen mit der Ausnutzung der geostrategisch günstigen Lage Dubais am Persischen Golf mit Transitverkehr. Der neue Flughafen soll den jetzigen Flughafen Dubai, der 45 Kilometer nordöstlich liegt, völlig umbaut ist und bald vor seiner Kapazitätsgrenze steht, zunächst ergänzen, im Verlauf des DWC-Ausbaus dann mittelfristig zum Zweitflughafen abstufen oder sogar vollständig ersetzten. Nach ursprünglicher Planung sollte die violette Linie als besonders schnelle 49 km lange Strecke der Metro Dubai ab Ende 2012 den neuen Flughafen DWC mit dem Stadtzentrum von Dubai und dem alten Flughafen Dubai verbinden. Das Projekt wird zurzeit (2017) nicht weiter verfolgt, was ein weiterer Wettbewerbsnachteil für DWC ist.
Im August 2019 wurde die Finanzierung des Flughafenbaus eingefroren und eine Überarbeitung des Masterplans angekündigt.
Im April 2024 wurde bekanntgegeben, dass der Ausbau fortgesetzt werden soll; außerdem wurden die überarbeiteten Pläne vorgestellt.